# Szlif schodkowy

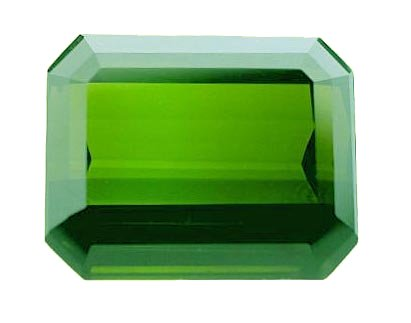
szlif schodkowy, ośmiokątny

Ten szlif stosuje się przede wszystkim do obróbki przezroczystych kamieni kolorowych np. szmaragdów, topazów, turmalinów, rubinów.
Cechują go:
- prostokątny lub kwadratowy zarys ściany czołowej = tafli
- równolegle ułożone, prostokątne fasetki przypominające schodki w obrębie pasa czyli rondysty
- naroża kamieni mogą być zeszlifowane, wówczas uzyskuje się zarys ośmiokątny.

Odmiany szlifu schodkowego:
- tablicowy
- kwadratowy
- ośmiokątny
- bagiet (baguette)
- owalny

## Przykłady szlifów jubilerskich

szlif nożycowy
szlif nożycowy "bagiet"